# لهجه فارسی کرمانشاهی
فارسی کرمانشاهی لهجه‌ای از زبان فارسی است که شباهت بسیاری زیادی به زبان کردی دارد و به طور خاص در شهر کرمانشاه گویشور دارد. خصوصیت بارز لهجه فارسی کرمانشاهی کاربرد تعدادی از واژگان و افعال کردی است که به صورت دگرگون‌شده و پرداخت‌شده در جمله‌های فارسی کرمانشاهی دیده می‌شود. میان فارسی کرمانشاهی و فارسی معیار تفاوت‌های آوایی، واژگانی و ساخت‌واژی وجود دارد که به سبب تأثیر کردی کرمانشاهی پدید آمده‌است. واژگان و افعال کردی با پرداخت‌ها و سایش‌هایی دگرگون شده و در جمله‌های فارسی کرمانشاهی جای می‌گیرد و به کار می‌رود. لهجه فارسی کرمانشاهی به عنوان غربی‌ترین لهجه از زبان فارسی محسوب می‌شود. قدمت فارسی کرمانشاهی به درستی مشخص نیست اما باور بر این است که شکل‌گیری آن از اواخر قرن نوزدهم آغاز شده‌است.

## تاریخچه
کردهای زنگنه به مدت چند سده بر شهر کرمانشاه حکومت می‌کردند. در سال ۱۷۵۳ شهر کرمانشاه در درگیری‌های مربوط به روی کار آمدن حکومت زندیه به طور کامل تخریب شد و تا نزدیک به ۱۰ سال شهری به نام کرمانشاه وجود نداشت. در سال ۱۷۶۲ الله‌قلی‌خان زنگنه با کریم‌خان زند به توافق رسید و مجدداً حکومت کرمانشاه را در دست گرفت و بازسازی شهر نیز آغاز شد. با این وجود پس از مدتی سلسله زندیه سقوط کرد و ایل قاجار به قدرت رسید. در ۱۸۰۶ محمدعلی میرزا دولتشاه فرزند فتحعلیشاه قاجار حکومت کل منطقه غرب ممالک محروسه ایران را در دست گرفت و کرمانشاه را مرکز حکومت خود قرار داد. پس از او نیز فرزندان وی قدرت را در دست داشتند. از نیمه دوم قرن نوزدهم تجارت شهری رونق گرفت و بازار توسعه پیدا کرد و به همین دلیل تاجران و بازاریان بسیاری از شهرهای دیگر به کرمانشاه آمدند. علاوه بر این روحانیون شیعه از نقاط دیگر ایران و عراق برای تبلیغ تشیع به کرمانشاه سرازیر شدند. با کوتاه شدن دست مردم کُرد از اقتصاد و سیاست و دگرگونی‌های دینی طبقه‌ای از اشراف عمدتاً مهاجر در شهر کرمانشاه به وجود آمد که به زبان فارسی تکلم می‌کرد. به تدریج زبان فارسی به عنوان زبان قدرت، اقتصاد و دین مطرح شد و این در حالی بود که اکثریت جمعیت طبقات کارگر و متوسط شهر را همچنان کُردها تشکیل می‌دادند و طبقه‌ای از اشراف کُرد نیز همچنان در شهر زندگی می‌کردند. در سال ۱۹۰۳ (۱۲۸۱-۱۲۸۲ خورشیدی) یاسنت لویی رابینو در گزارشی از شهر کرمانشاه به تغییرات زبانی اشاره کرده و درباره زبان مردم شهر کرمانشاه می‌گوید:
«زبان مردم شهر کرمانشاه گویشی از زبان کردی است که به گویش‌های سنجابی و کلهری قرابت دارد … بدبختانه کردها بر این باور هستند که به‌کارگیری واژه‌های فارسی هنگام سخن گفتن نشان از بافرهنگی آن‌ها خواهد بود. پیامد چنین آمیختگی زبانی آن است که واژه‌های این زبان کردی که زبانی ناشناخته است از میان خواهند رفت.»
بنابراین می‌باید آغاز روند شکل‌گیری لهجه فارسی کرمانشاهی را مربوط به اواخر نیمه دوم قرن نوزدهم دانست. در نتیجه این روند زبان‌های کردی و فارسی به‌صورت متقابل در یکدیگر تأثیر گذاشتند که در نتیجه آن دو لهجه کردی کرمانشاهی و فارسی کرمانشاهی پدید آمدند. در اثر این ارتباط گویش کردی جنوبی تحت تأثیر زبان فارسی قرار گرفته و لهجه کردی کرمانشاهی را به وجود آورد که در میان لهجه‌های کردی بیشترین تأثیرپذیری را از فارسی نشان می‌دهد، هرچند کردی جنوبی همچنان اصالت زبانی خود را حفظ کرده‌است. به همین ترتیب لهجه فارسی کرمانشاهی نیز از تأثیر گویش‌های مختلف زبان کردی رایج در منطقه کرمانشاه همچون کلهری، زنگنه‌ای و زبان لکی بر زبان فارسی پدید آمد. از آغاز دهه ۱۹۲۰ و با تأسیس حکومت پهلوی اول و متعاقباً تأسیس نظام آموزشی فراگیر، انحصار آموزش در اختیار زبان فارسی قرار گرفت و ترویج زبان فارسی در کرمانشاه شکلی سیستماتیک یافت و بعداً با ظهور وسایل ارتباطاتی از قبیل رادیو، تلویزیون و سینما این انحصار تمامیت یافت.

## ویژگی تلفظ
در لهجه‌های مرکزی ایران «ان» و «ام» به «اون» و «اوم» تبدیل می‌شوند در حالیکه همانند فارسی
ادبی و فارسی معیار این در لهجه فارسی کرمانشاهی مجاز نمی‌باشد، برای نمونه:
- نان (به جای: نون)
- خانه (به جای: خونه)
- پشت‌بام (به جای: پشت‌بوم)
- تانستن (به جای: تونستن)

### تلفظ «و»
در تمامی موارد حرف «و» به صورت (W) و با غنچه کردن لب‌ها ادا می‌شود؛ بر خلاف «و» پارسی (V) که با برخورد دندان‌های بالا به لب پایینی ادا می‌شود.
- نود (Nawad)

## علامت‌های اسم معرفه (شناس)
در لهجه فارسی کرمانشاهی اسم ناشناس از طریق افزودن پسوند «-گه» برای حالت مفرد و «-آگه/هاگه» برای حالت جمع به اسم شناس (معرفه) تبدیل می‌شود. در فارسی معیار نوشتاری نشانه‌ای برای اسم شناس وجود ندارد و تنها در گونه‌های شفاهی این زبان از پسوند «ـه» استفاده می‌شود. پسوند «-گه» از کردی جنوبی به لهجه فارسی کرمانشاهی راه یافته‌است. مثال‌های زیر نمونه‌ای از کاربرد این پسوند را نشان می‌دهند:
| حالت ناشناس | حالت شناس          | کردی جنوبی                                      | فارسی                  |
| ----------- | ------------------ | ----------------------------------------------- | ---------------------- |
| مداد        | مدادگه (Medâdaga)  | مداده‌گه (Medâd-aga)                             | مداده (همان مداد)      |
| مدادا       | مداداگه (Medâdâga) | مداده‌گان، مداده‌یله‌گه (Medâd-agân, Medâd-eylaga) | مدادهائه (همان مدادها) |

## نشانهٔ «را»ی مفعولی
نشانهٔ «را» پیش از واژگانی که با آوای صامت آغاز می‌شوند «-ه» و به صورت کلی «ره» تلفظ می‌شود.
- پسراته --> پسرانت را
- خانه ره --> خانه را

## استفاده از واژگان کردی
اساس واژگان فارسی کرمانشاهی واژگان فارسی است که تعدادی از واژه‌های زبان کردی با تغییر و تحول به شکلی جدید به آن افزوده شده‌اند.

### استفاده از مصدرهای کردی و فارسی
در فارسی کرمانشاهی برخی از مصدرها از کردی کرماشانی گرفته می‌شوند و برخی دیگر از فارسی معیار. در هر دو مورد گاهی تغییراتی در اصل مصدر داده می‌شود. جدول زیر نمونه‌هایی از هر دو گونه مصدر را نشان می‌دهد.
| فارسی معیار            | فارسی کرمانشاهی              | کردی کرماشانی                        |
| ---------------------- | ---------------------------- | ------------------------------------ |
| آمدن âmadan?           | آمدن âmadan?                 | هاتن hâten                           |
| ایستادن istâdan?       | ویسادن weysâdan              | وساێن/وسین wesâyn/wesin              |
| برخاستن barxâstan      | وخیزادن waxizâdan            | هیزگردن، وریزاێن hizgerden, werizayn |
| بستن bastan            | بسن bassan                   | به‌ساێن/به‌سین basâyn/basin            |
| به‌هم‌زدن beham-zadan    | شیواندن šiwândan             | شیوانِن šiwânen                       |
| پاره کردن pâre-kardan  | دریدن derridan               | دڕین derrin                          |
| چریدن čaridan          | لوریدن lawarridan            | له‌وه‌ڕین lawarrin                     |
| خوابیدن xâbidan        | خاویدن xâwidan               | خه‌فتن xaften                         |
| داشتن dâštan           | داشدن/داشتن dâšḍan/dâštan    | داشتن dâšten                         |
| دانستن dânestan        | دانسن dânessan               | زانسن zânessen                       |
| درآوردن darâvardan     | درآوردن darâwordan           | ده‌رهاوردن darhâwerden                |
| رفتن raftan            | رفدن، رفتن rafḍan/raftan     | چین čin                              |
| شستن šostan            | شسدن، شستن šosḍan/šostan     | شووردن šurden                        |
| کتک زدن kotak-zadan    | کشدن košḍan                  | کوشین kwešin                         |
| گرفتن/ستانیدن gereftan | گرفدن، سندن gerefḍan, sandan | سه‌نین، گردن sanin, gerden            |

## صرف فعل
در لهجه فارسی کرمانشاهی برخی افعال وجود دارند که در دیگر لهجه‌های فارسی دیده نمی‌شوند، اینها افعالی هستند که از زبان کردی به عاریت گرفته شده‌اند به این صورت که بن فعل از افعال کردی استخراج شده و در افعال فارسی به کار برده می‌شوند مانند:
- توچاندن به معنی پخش کردن و متفرق کردن
- شیواندن به معنی قاطی کردن و به هم زدن

### ماضی بعید
روش ساختن ماضی بعید در فارسی کرمانشاهی به این صورت است.
بن ماضی + اُوْد (Owd) + شناسه شخصی گذشته
- رفتُوْدَم (Raftowdam) --> رفته بودم
- دیدُوْدی (Didowdi) --> دیده بودی

## نمونه
| لهجه کرمانشاهی                                | تلفظ                                                       | فارسی معیار                                                                                                 |
| --------------------------------------------- | ---------------------------------------------------------- | --- |
| شیتِمان بکو                                    | shitemân boko                                              | دیوانه‌مان بکن (دیوانه‌مان کردی)                                                                              |
| دیه ای‌جا ویس نیسی                             | deya ijâ weys neysi                                        | دیگر این‌جا نایستید                                                                                          |
| خدامانه درآوردی                               | Khodâmâna Der âwerdi                                       | خیلی اذیتم کردی، خدای ما رو در آوردی                                                                        |
| بشیوانش                                       | Beshiwânesh                                                | به‌همش بزن - به‌همش بریز                                                                                      |
| وِیس میسم                                      | Weys misam                                                 | می‌ایستم |
| کُره ولمان بوکو                                | Welemân Boko                                               | کُره (اصطلاح، مثال: نه کُره: نه بابا - بچو کُره: برو بینیم بابا - منظور از بابا، پدر، پسر نیست) بابا ولمون کن! |
| دَرزی و مَچیرَگَیهَ برام بیار مُخوام شَیوَگَیهَ بُدورانَم | darzi o machiragaya baram biâr mokhâm shaivagaya bedurânam | سوزن و نخه برایم بیاور می‌خواهم پیراهنم را بدوزم                                                             |
| کِلِک بکو تو آوَگه بین قویله                     | kelek boko tu âwaga bin ghula                              | انگشتت را در آب بکن ببین عمقش زیاد است                                                                      |
| کُره گرفدیدمان بنِ قَن؟                          | Kora Gereftidemân Bana Qan                                 | ما را بند قند (نخ درون نبات) انگاشته‌ای؟! (ما را دست انداخته‌ای؟ ما رو گرفتی؟)                                |
| هشته واشه                                     | hashta wâsha                                               | گذاشته باشه                                                                                                 |